# نورا شميت
نورا شميت Nora Schmitt (ولدت في 11 أكتوبر 1924 في فايدهاوس في أوبربفالتس) هي أديبة ألمانية.
تنشر نورا شميت منذ الثمانينيات الروايات والقصص. وقد اشتركت في مسابقة إنجيبورج باخمان في كلاجنفورت في عام 1986. وتقيم في درايايش في هسن.

## من أعمالها
- إرينا 1984
- المرء لديه هذه الصورة عن نفسه 1985